# Sukowicze
Sukowicze (białorus. Суковічы) – wieś w Polsce położona w województwie podlaskim, w powiecie sokólskim, w gminie Szudziałowo.

## Historia
Wieś leśnictwa sokólskiego w ekonomii grodzieńskiej w drugiej połowie XVII wieku. 
Według Pierwszego Powszechnego Spisu Ludności z 1921 roku wieś Sukowicze liczyła 38 domów i 197 mieszkańców (102 kobiety i 95 mężczyzn). Większość mieszkańców miejscowości zadeklarowała wówczas wyznanie prawosławne (175 osób), pozostali zgłosili wyznanie rzymskokatolickie (22 osoby). Podział religijny mieszkańców Sukowicz niemal całkowicie odzwierciedlał ich strukturą narodowo-etniczną, gdyż większość mieszkańców wsi podała narodowość białoruską (171 osób), reszta podała narodowość polską (26 osób).
W latach 1975–1998 miejscowość administracyjnie należała do województwa białostockiego.

## Religia
Prawosławni mieszkańcy wsi przynależą do parafii św. Jerzego w niedalekich Jurowlanach, a wierni kościoła rzymskokatolickiego do parafii św. Wincentego Ferreriusza i św. Bartłomieja Apostoła w Szudziałowie.